# 共立女子大学
共立女子大学（きょうりつじょしだいがく、英語: Kyoritsu Women's University）は、東京都千代田区一ツ橋二丁目2番1号に本部を置く日本の私立大学。1886年創立、1949年大学設置。

## 概観

### 大学全体
1886年（明治19年)、女性に専門的知識と高度技能を習得させるため、宮川保全、鳩山春子ら34名の先覚者を発起人として、「共立女子職業学校」を設立。1928年（昭和3年)には、「共立女子専門学校」に改称。1949年（昭和24年)に新制大学が発足し、「共立女子大学家政学部」と「別科」が設立される。初代学長は二宮丁三。2016年（平成28年)には創立130年を迎え、記念式典が行われた。

### 建学の精神
「女性の社会的地位向上のための自活の能力の習得」と「自立した女性として必要な教養の習得」としている。この精神から、やがて3つの徳目が生まれ育ち、伝統的精神のよりどころとされている。
- 誠実　他者を理解し自己を律し、自ら社会秩序を作り出すこと
- 勤勉　自ら進んで課題に取り組み、他者と共同して努力すること
- 友愛　他者を思いやり、ともに成長し生きていくこと

### 特色
1886年（明治19年)、女性に専門的知識と高度技能を修得させ、女性の自主性と社会的自立を育成することを目的として「共立女子職業学校」が創立された。1949年（昭和24年）には新しい教育制度が施行されるに伴い、共立女子大学として再スタートし、その後短期大学・大学院・高等学校・中学校・幼稚園を併設。さらに八王子キャンパスに第二高等学校・第二中学校を開校させ、女子教育を担う大きな学園として発展してきた。

### 学風
専門課程として自然科学系、社会科学系、人文科学系が揃っており、そこには医療系、芸術系、メディア系、教育系、建築デザイン系なども含まれている。また教養科目を一本化し、大学・短大の別なく、すべての学部・科の学生が机を並べて授業を受けるようにしている。これによって学生の交友関係と視野が広がり、小さな総合大学としての特質が強化されている。

### KWUビジョン
短期大学共通のビジョン「KWUビジョン」を掲げている。
- 自立と努力　 自己を確立し、生涯努力し続ける
- 創造とキャリア　 新たな価値を創造し、社会を生き抜く
- 協働とリーダーシップ 　他者と協働し、リーダーシップを発揮する

## 沿革

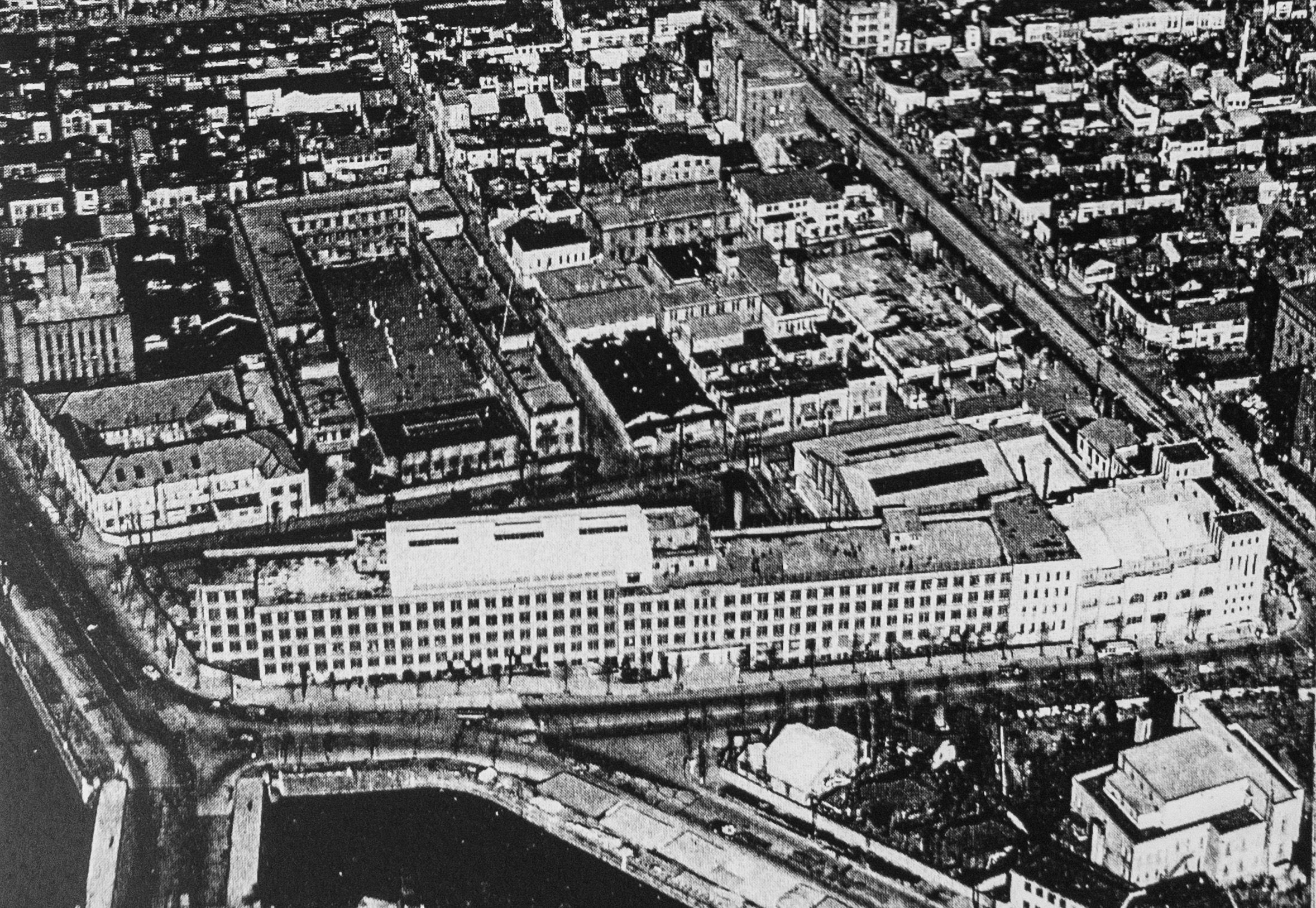
落成当時の一ツ橋校地、鉄筋四階校舎。写真右には共立講堂が写る。

- 1886年 - 共立女子職業学校創立[7]
- 1928年 - 共立女子専門学校設置[8]
- 1949年 - 共立女子大学家政学部[9]｡
- 1953年 - 共立女子大学文芸学部設置[10]｡
- 1962年 - 家政学部被服学科を服飾学科と改称[11]
- 1963年 - 家政学部生活学科を食物コース・生活コースに改める[12]
- 1966年 - 大学院文芸学研究科修士課程設置[13]｡
- 1968年
  - 家政学部に生活美術学科を増設。[14]
  - 生活学科を食物学科と改称し、食物学専攻・管理栄養士専攻に分離。[15]
  - 服飾学科を被服学科と改称。[11]
- 1976年 - 大学院文芸学研究科に日本文学専攻設置[16]
- 1979年 - 家政学部・文芸学部の1・2年次が八王子キャンパスへ移転[17]｡
- 1980年 - 大学院家政学研究科修士課程設置[13]｡
- 1990年 - 共立女子大学国際文化学部設置[18][19]｡
- 1994年
  - 大学院家政学研究科人間生活学専攻（博士後期課程）設置[20]
  - 大学院比較文化研究科設置[21]
- 2000年
  - 家政学部食物学科を食物栄養学科と改称[22]
  - 家政学部生活美術学科に生活美術専攻と建築専攻を設置[23]
- 2003年
  - 家政学部生活美術学科の美術専攻コースに絵画コース、彫刻コース、グラフィックデザインコース、プロダクト・デザインコース、芸術社会コースを設置。[24]
  - 家政学部生活美術学科の建築専攻に建築設計コース、インテリ設計コース、生活環境コースを設置。[24]
- 2004年 - 家政学部被服学科にアパレル情報コース、テキスタイル保存・修復コース、造形デザインコースを設置[11]
- 2007年
  - 家政学部生活美術学科の学生募集を停止し、建築・デザイン学科および児童学科設置[25]。
  - 家政学部被服学科テキスタイル保存・修復コースを染織文化財コースに改称[26]。
  - 文芸学部文学専攻および芸術学専攻の学生募集を停止し、文芸学科を設置[25]。
  - 国際文化学部の学生募集を停止し、国際学部国際学科を設置[25]。
- 2011年 - 大学院家政学研究科博士前期課程に建築・デザイン専攻を新設[27]。
- 2013年 - 看護学部看護学科設置[28]。
- 2014年 - 家政学研究科博士前期課程に児童学専攻を設置[29]。
- 2015年
  - 大学院文芸学研究科(文芸学専攻)修士課程を設置[30]。
  - 大学院文芸学研究科(日本文学専攻・英文学専攻・演劇学専攻)は学生募集を停止[30]。
- 2016年 - 共立女子大学博物館が開館[31]。
- 2017年 - 大学院看護学研究科看護学専攻（修士課程）設置[32]。
- 2020年 - ビジネス学部設置。

## 教育・研究

### 学部

#### 家政学部
- 被服学科
  - 被服科学コース
  - 染織文化財コース
  - ファッションクリエイションコース
  - ファッションビジネスコース
- 食物栄養学科
  - 食物学専攻
  - 管理栄養士専攻
- 建築・デザイン学科（2023年4月学生募集停止）
  - 建築コース
  - デザインコース
- 児童学科

#### 文芸学部
- 文芸学科
  - 日本語日本文学コース
  - 英語英米文学コース
  - フランス語フランス文学コース
  - 劇芸術コース
  - 造形芸術コース
  - 文芸教養コース
  - 文芸メディアコース

#### 国際学部
- 国際学科

#### 看護学部
- 看護学科

#### ビジネス学部 【2020（令和2）年4月開設】
- ビジネス学科

なお、共立女子学園では短期大学は4年制大学の一部門（短期大学部）とはせず、独立した大学（共立女子短期大学）として設置している。但し設備面・クラブ活動などでは共通化している。

#### 建築・デザイン学部 【2023（令和5）年4月開設】
- 建築・デザイン学科

### 取得可能な免許･資格
ここでいう任用資格とは、卒業後実務に就いた場合に得られる資格をいう。
- 家政学部
  - 被服学科
    - 衣料管理士
    - 中学校・高等学校教諭[家庭] 一種
    - 学校図書館司書教諭
    - 学芸員　(任用資格)

  - 食物栄養学科
    - 食物学専攻
      - 中学校・高等学校教諭[家庭] 一種
      - 学校図書館司書教諭
      - 学芸員　(任用資格)
      - 食品衛生監視員　(任用資格)
      - 食品衛生管理者　(任用資格)
      - フードスペシャリスト　(受験資格)

    - 管理栄養士専攻
      - 中学校・高等学校教諭[家庭] 一種
      - 栄養教諭 (一種)
      - 栄養士
      - 管理栄養士　(国家試験受験資格)
      - 食品衛生監視員　(任用資格)
      - 食品衛生管理者　(任用資格)

  - 建築・デザイン学科　
    - 建築コース
      - 中学校・高等学校教諭[家庭] 一種
      - 学校図書館司書教諭
      - 学芸員　(任用資格)
      - 一級建築士　(一級建築士国家試験受験資格・要実務)
      - 二級建築士　(二級建築士国家試験受験資格・実務経験不要)
      - インテリアプランナー　(受験資格)

    - デザインコース
      - 中学校・高等学校教諭[美術] 一種
      - 学校図書館司書教諭
      - 学芸員　(任用資格)
      - インテリアプランナー　(受験資格)

  - 児童学科
    - 小学校教諭　(一種)
    - 幼稚園教諭　(一種)
    - 保育士
- 文芸学部
  - 中学校・高等学校教諭[ 国語・美術・英語・仏語] 一種
  - 高等学校教諭[情報] 一種
  - 司書教諭
  - 司書
  - 学芸員
- 国際学部
  - 中学校・高等学校教諭[英語] 一種
  - 中学校教諭[英語] 一種
  - 高等学校教諭[地理歴史・公民] 一種
  - 学校図書館司書教諭
  - 学芸員
  - 日本語教諭
- 看護学部
  - 看護師　(国家試験受験資格)
  - 保健師　(国家試験受験資格)

中学校教諭一種免許状及び高等学校教諭一種免許状の所要資格を有し、共立女子大学院を修了し定められた教職課程の単位を修得した場合、教育職員免許法により、｢中学校教諭専修免許状｣及び｢高等学校教諭専修免許状｣を取得することができる。免許の対象となる教科は次の通りである。
- 家政学研究科　　　｢家庭｣
- 文芸学研究科　　　｢国語｣・｢外国語(英語)｣
- 国際学研究科　　　｢外国語(英語)｣・｢社会｣・｢地理歴史｣

｢幼稚園教諭専修免許状｣を取得することができる。免許の対象となる教科は次の通りである。
- 児童学専攻
  - 臨床発達心理士(指定科目単位認定あり)
  - 幼稚園教諭一種免許状の所要資格を有し、共立女子大学院を修了し定められた教職課程の単位を修得した場合、教育職員免許法により、｢幼稚園教諭専修免許状｣を取得することができる。

### 大学院

#### 家政学研究科
- 被服学専攻(博士前期課程)
- 食物学専攻(博士前期課程)
- 建築・デザイン専攻(博士前期課程)
- 児童学専攻(博士前期課程)
- 人間生活学専攻(博士後期課程)

#### 文芸学研究科
- 文芸学専攻(修士課程)

#### 国際学研究科
- 国際学専攻(修士課程)

#### 看護学研究科
- 看護学専攻(修士課程)

## 大学関係者一覧

### 卒業生・在学生
文学・芸術
- 新藤凉子 - 詩人（中退）
- 倉本由布 - 小説家
- 沢ゆき - 詩人
- 松井雪子 - 漫画家・小説家
- 影木栄貴 - 漫画家
- 桂由美 - ファッションデザイナー
- 渡辺祥子 - 映画評論家
- 岡井浄幸 - 占い師
- 中谷比佐子 - エッセイスト、きものジャーナリスト
- 添田有美 - 手芸家、手芸店 メルチェリア プルチーナ オーナー
- 山﨑理恵子 - 洋画家、原爆ドーム合作絵画の会創設者

芸能界
- 小島瑠璃子 - タレント（中退）
- 入山法子 - モデル・女優
- 菜々緒 - 女性ファッションモデル・タレント
- 長内美那子 - 女優
- 岡田亜紀 - タレント
- 矢敷真帆・矢敷梨紗 - 元タレント（双子）
- チェン・ミン - 中国出身の二胡奏者
- 宮島咲良 - タレント、元九州朝日放送アナウンサー
- 倉持由香 - 女優・タレント
- 福田萌子 - モデル・タレント
- 織田奈那 - 女優・YouTuber・元アイドル（欅坂46）
- 尾関梨香 - 元アイドル（櫻坂46）
- 髙村栞里 - タレント

放送業界
- 石川葉子 - フリーアナウンサー
- 大野智子 - 元福島中央テレビアナウンサー
- 塚越礼奈 - 元鹿児島放送アナウンサー
- 大河原あゆみ - 元山口放送アナウンサー
- 荻野仁美 - 元西日本放送アナウンサー
- 坂本咲子 - フリーアナウンサー、株式会社オフィスサッキー代表取締役、元札幌テレビ放送アナウンサー
- 佐藤さやか - フリーアナウンサー、元福島放送・静岡朝日テレビアナウンサー
- 立花麻理 - TVQ九州放送アナウンサー
- 西ノ入菜月 - 仙台放送アナウンサー
- 横田真理子 - 気象予報士

教育
- 正岡律 - 正岡子規の妹、財団法人子規庵保存会初代理事長
- 牧野キク - 教育者・藤女子大学初代学長

政治
- 安部キミ子 - 参議院議員
- 廣川シズエ - 衆議院議員、青葉学園理事長、東京都議会議員
- 上野通子 - 参議院議員、文部科学副大臣、元栃木県議会議員
- 三宅雪子 - 衆議院議員（国民の生活が第一所属）、元フジテレビジョン記者
- 岡野涼子 - 大分県議会議員、キャリアコンサルタント
- 後藤なみ

## 施設

### 神田一ツ橋キャンパス
皇居東御苑、北の丸公園、千鳥ヶ淵公園など、美しい自然に囲まれる。近くに、東京国立近代美術館などの文化施設がある。また、小学館、集英社など、日本を代表する出版社や、多くの古本店が軒を連ねる。さらに、近隣には国会議事堂をはじめ、警視庁、国土交通省、外務省などの中枢機関が立ち並び、東京の中心を肌で感じることができる。
- 交通アクセス[34]
  -  東京メトロ半蔵門線・ 都営三田線・ 都営新宿線、神保町駅下車(A8出口から徒歩1分)
  -  東京メトロ東西線・ 東京メトロ半蔵門線・ 都営新宿線 、九段下駅下車（6番出口から徒歩5分)
  -  東京メトロ東西線、竹橋駅下車（1b出口から徒歩3分）
- 施設
  - 本館（〒101-8437 東京都千代田区一ツ橋2-2-1）
15階建て。短大・大学・大学院の授業が行われている。学生食堂や、情報処理演習室などもある。また、保健室、学生相談室や教学事務室（就職進路課・学生課・教務課）があり、多くの学生が利用している[33]。
使用学部　家政学部・文芸学部・国際学部・生活科学科・文科
  - 1号館
中学高等学校の校舎として利用されている[33]。
  - 2号館（〒101-0003 東京都千代田区一ツ橋2-6-1）
講義室の他、コミュニケーションギャラリーや、入試事務局、ライブラリーコモンズ、図書館、カフェ、博物館、体育室を整備。
図書館には、図書約48万冊、雑誌約5,700誌の他、AV資料、電子媒体など、膨大な蔵書がある。また、グループ学習室や、交流ラウンジなどもあり、学生にとって欠かせない場となっている[33]。
地下1階の共立女子大学博物館は2016年に開館し、日本と西洋の服飾品や工芸品、美術品などを公開している[31]。
  - 3号館（〒101-0051 東京都千代田区神田神保町3-27）
外壁のモザイクは和田三造作「聖女奏楽の像」[33]。
使用学部　家政学部児童学科・看護学部
  - 4号館
サークル室、共立アカデミー（課外講習）、ウィズ・ケイ（売店・学生サービス部）に使用されている[33]。
  - 5号館
体育館として使用されている[33]。
  - 6号館
サークル室として使用されている[33]。
  - 7号館
看護・児童大学院自習室、正課外講座演習室として使用されている[33]。

#### 共立講堂

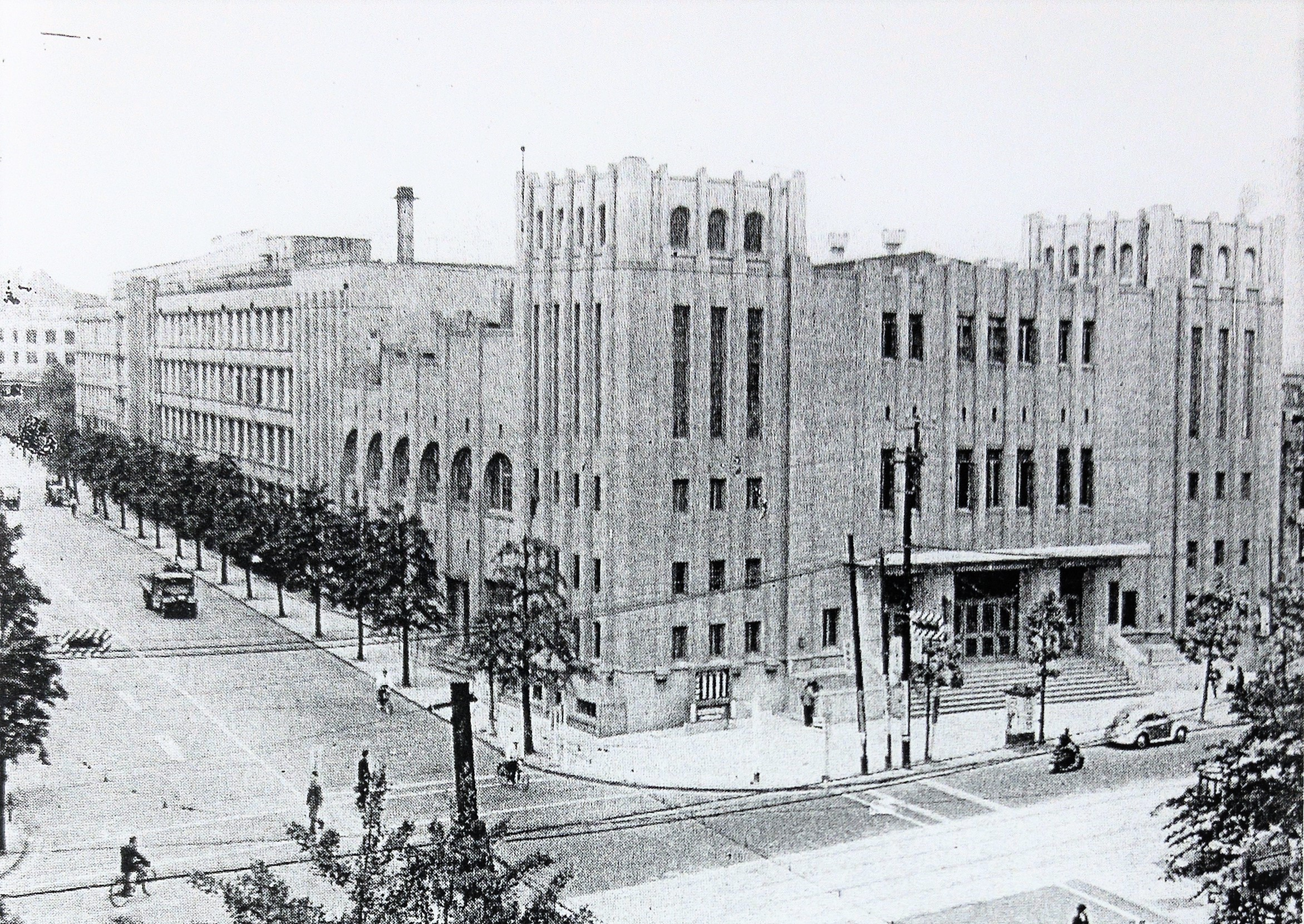
共立講堂（1956年以前）

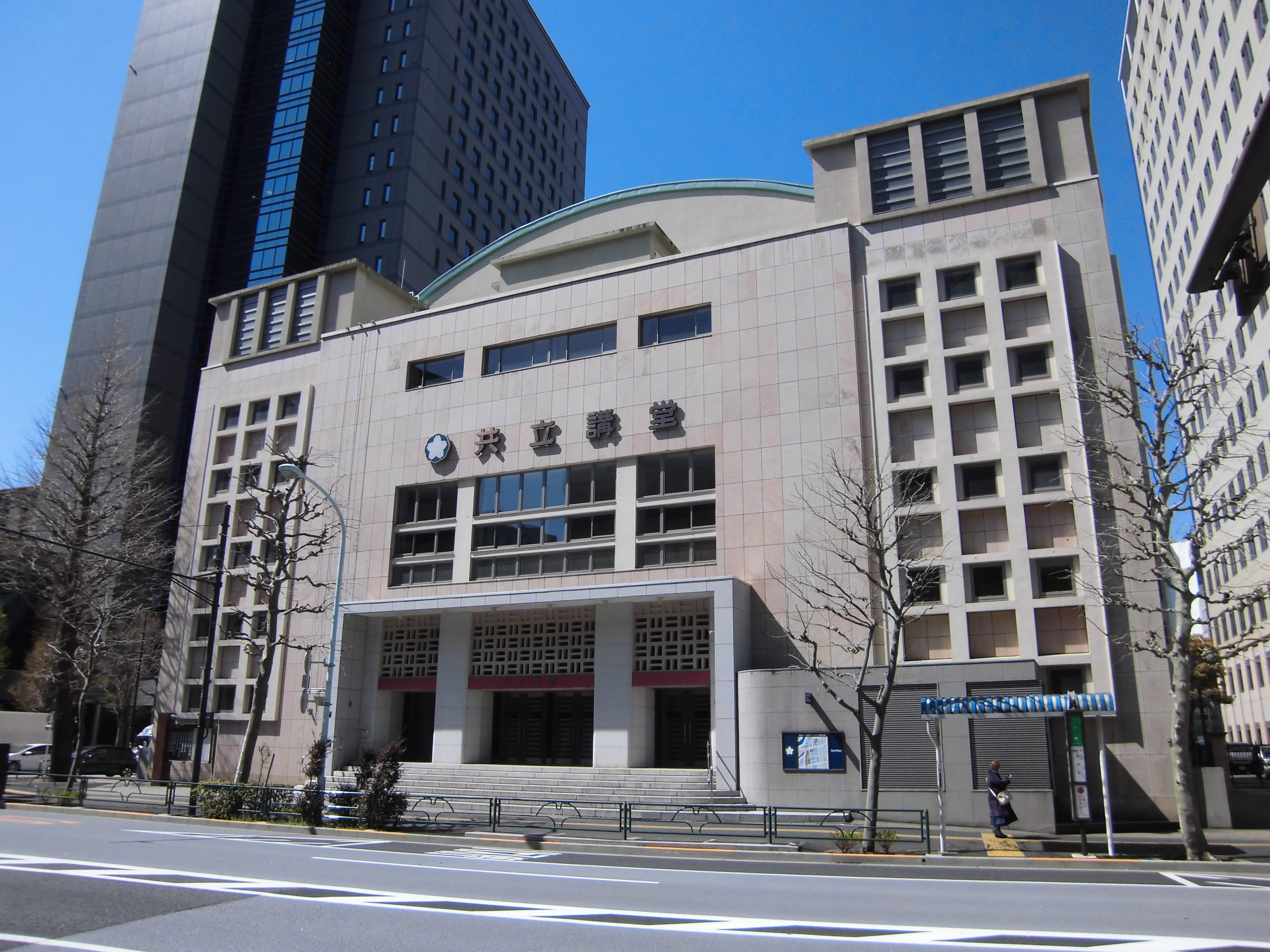
共立講堂（2020年）

1938年（昭和13年）3月20日に竣工した講堂。構造設計：内藤多仲、意匠設計：前田健二郎、施工：戸田組（現：戸田建設）。鉄骨鉄筋コンクリート造地上4階、地下1階、延床面積1,183坪（3911m2）、座席数2,578席（竣工時）。千代田区景観まちづくり重要物件（2003年指定）。
当時の東京では日比谷公会堂と並ぶ規模・設備を誇った。また、学園が使用しない場合に限り、教育学術文化面において価値があり、学園が適当と認めた外部一般の使用にも貸し出せるようにしたため、一躍その名を高めることとなった。とくに戦後はこのような大講堂が東京都内にもまだ少なく、音楽関係の公演のメッカとして活用され、ここを足場に巣立っていった演奏家たちも少なくなかった。特に70年代から活躍する重要な日本のフォークシンガーで、ここのステージに立っていない者はいないといわれる程「フォークの聖地」と呼ばれ、フォークソングの重要なコンサートが多数開催された。1970年12月1日、はっぴいえんどを従えて行われた岡林信康ライブ（『岡林信康コンサート』）、1973年6月3日、「金沢事件」で釈放された2日後に行われた吉田拓郎復活ライブ（『伽草子』）、1975年4月12日、かぐや姫、1976年3月20日、ガロ、1976年3月26日、グレープの解散コンサートもここで行われた。
1948年（昭和28）3月21日には第1回NHKのど自慢全国コンクール優勝大会も開催されている。
また、政治集会の会場としてもよく利用され、1955年（昭和30年）10月13日には左右両社会党合同による日本社会党統一大会が開催された。
1956年（昭和31年）2月23日の火災で内部を焼損したが、鉄筋コンクリートの強度は確保されていたため、修復工事を行うこととなり、翌年3月16日に落成式兼学園創立70周年記念式典を挙行した。
1976年（昭和51年）12月22日以降は一般には貸し出しを行っておらず、入学式や卒業式を始め、授業、クラブ活動、講演会などの場として学生生徒に使用されている。1981年（昭和56年）に活動を休止していたアリスが、思い出の場所である同所でのコンサートを切望。時間をかけて交渉し、2009年（平成21年）7月20日に33年ぶりに同所でのコンサートを実現させた。翌2010年（平成22年）10月30、31日には「フォークデイズスペシャル10周年記念 懐かしの学園祭 in 神田共立講堂」が開催された（『フォーク・デイズ』（フジテレビONE／フジテレビNEXT）で放送）。これ以降は外部貸し出しは行われていない。
2000年（平成12年）に耐震補強と内部機能改修工事、2007年（平成19年）に外壁タイルの張替工事が行われた。

### 八王子キャンパス
2007年4月より、授業は神田一ツ橋キャンパスを中心に行われているため、現在は使用されていない。
- 交通アクセス[34]
  -  中央線・ 京王線、高尾駅北口下車(スクールバスで約10分)
  -  中央線、八王子駅南口下車(スクールバスで約20分)

### その他施設
- 学生寮「ナチュール杉並」（東京都杉並区）[45]。
- 研修センター
  - 河口湖寮[46]
- 軽井沢寮[46]

## 対外関係
世界各国の大学と多くの協定・提携を締結しており、交換留学をはじめ、派遣留学やインターンシップ派遣留学、夏季と春季に行われる海外研修などに参加することができる。
| - 中華人民共和国 - 東北電力学院 - 東北師範大学 - 清華大学 - 復旦大学 - 西安交通大学 - 長春大学 - 山東農業大学 - 吉林大学 - 北京大学 - 中国人民大学 - アメリカ合衆国 - ペンシルベニア大学 - コーネル大学 - ネブラスカ大学リンカーン校 - イギリス - ウエストロンドン大学(旧テムズバレー大学) - スイス - ジュネーヴ大学 - フランス - イナルコ大学 - ギリシャ - イオニア大学 - ベナン - アボメカラビ大学 - インドネシア共和国 - マラナタ・キリスト教大学 | - イギリス - 国際市民コレッジ(CIC) - オックスフォード・ブルックス大学 - リーズ大学 - アメリカ合衆国 - セントラルワシントン大学 - カナダ - ウィニペグ大学 - オーストラリア - クイーンズランド大学 |

#### 伝統文化企画
日本の伝統文化に関する展示や演技、表現を通して、文化や歴史、伝統に触れる機会をつくることを目的とした、伝統文化企画がある。期間中は2号館ギャラリーにて合同華道展が催される他、浴衣dayが設けられ、きもの着付け倶楽部による浴衣の着付けも行われる。また、二胡サークルや箏曲サークルによる伝統芸能発表も行われる。

#### 共立祭
ミュージカルの上演や音楽演奏、ダンスパフォーマンス、ファッションショーなど、学生が日頃の活動の成果を発表する様々な催しや展示が行われる。また、ブライダルショーやミスコンテストなども行われる。さらには、ゲストによるトークショーなども毎年企画されている。

#### 共立音楽祭
音楽サークルに所属している学生だけではなく、日頃音楽に親しんでいる学生、卒業生、教職員が演奏を行う共立音楽祭がある。

## 関連学校
- 共立女子中学校・高等学校[47]
- 共立女子第二中学校・高等学校[47]
- 共立大日坂幼稚園[47]

## 研究施設
- 総合文化研究所[48]

### 旧制学校関係
- 正岡律 - 俳人・正岡子規の妹。子規の死後職業学校に入り、卒業後裁縫教員を務めた。裁縫科は家政学部被服学科のルーツで、大学の源流
- 坂の上の雲 (テレビドラマ) - NHK。上記に絡んで、関連ミニ番組で家政学部被服学科が取り上げられた